# Иткин, Давид Борисович
Давид Борисович Иткин (англ. David Itkin 29 июля 1892 — 31 мая 1971) — российский и американский актёр театра и кино.

## Биография
Родился в мещанской семье Бейраха Шмуйловича Иткина. Ученик Е. Вахтангова. Актёр Габимы с 1919 года. Остался в Америке после гастролей Габимы в 1926 году. Жил и работал в Чикаго. Один из основателей, вместе с Морисом Гнесиным, Goodman School of Drama — Гудмановской школы драмы при основанном в 1925 году театре «Гудман» (Чикаго) (ныне театральная школа Университета Ди Пола). Преподавал в этой школе и был режиссёром театра «Гудман».
В 1927 году снялся в фильме «Против воли отцов», снятого на киностудии «Совкино» в Ленинграде, фильма по мотивам повести Шолом-Алейхема «Кровавый поток».

## Семья
В 1932 году к нему присоединяется жена и дочь Белла (1920—2011). Позднее Белла получает театральное образование, и докторскую степень, художественный руководитель детского театра Гудман. Почетный профессор. Автор книги Acting: Preparation, Practice, Performance (1994). Была замужем за Фрэнком Конратом. Белла Иткин-Конрат известна постановками пьес А. П. Чехова («Чайка», «Дядя Ваня», «Вишневый сад»), Теннесси Уильямса («Трамвай Желание») и других классиков. Умерла 9 февраля 2011 года в St. Joseph’s Hospital.

## Театральные работы
- 1922 — Гадибук — Нахман
- Жирон[9]

## Фильмография
- 1927 — Против воли отцов (Совкино)[10]